# Wincenty Wrześniowski
Wincenty Wrześniowski (ur. 1800 w Koprzywnicy, zm. 1862 Warszawa) – inżynier, publicysta, encyklopedysta, tłumacz, profesor Szkoły Inżynierii Cywilnej w Warszawie.

## Życiorys
Pochodził z guberni radomskiej, z rodziny szlacheckiej. Nauki początkowe pobierał w Sandomierzu, uniwersyteckie w Krakowie i Warszawie, które ukończył ze stopniem magistra filozofii. Wysłany kosztem rządowym za granicę dla przygotowania się do zajęcia katedry geodezji w instytucie politechnicznym w Warszawie, zwiedził Niemcy, Francja i Anglię. W 1834 roku, po powrocie do kraju, został nauczycielem matematyki w gimnazjum w Radomiu. Później był profesorem warszawskiego Gimnazjum Realnego, uczył niższej algebry i geodezji
Był autorem publikacji związanych z miernictwem i inżynierią oraz jednym z autorów haseł do 28 tomowej Encyklopedii Powszechnej Orgelbranda z lat 1859–1868. Jego nazwisko wymienione jest w I tomie z 1859 roku na liście twórców zawartości tej encyklopedii.

## Dzieła
Publikował w wielu polskich gazetach. Oprócz wielu artykułów w czasopismach, osobno wydał:
- „Miernictwo niższe” (1841)[3],
- „O metodach rysunku topograficznego“,
- „Arytmetyka” (1851)[4],
- „Zasady algebry“ tłum. z francuskiego Mayera i Choqueta (1845).